# Смирнов, Сергей Васильевич (хоккеист)
Сергей Васильевич Смирнов (род. 26 января 1953, Челябинск) — советский хоккеист, нападающий.

## Биография
Воспитанник челябинского хоккея. Выступал за команды «Звезда» Чебаркуль (1971/72), СКА Свердловск (1972/73 — 1973/74), «Трактор» Челябинск (1974/75 — 1975/76, 1979/80), «Металлург» Челябинск (1976/77 — 1978/79), «СК имени Салавата Юлаева» Уфа (1979/80 — 1983/84).
В чемпионате СССР провёл пять сезонов (1974/75 — 1975/76, 1979/80, 1980/81, 1982/83).